# کیپ نددیک (مین)
کیپ نددیک(به انگلیسی: Cape Neddick) شهری در ایالت مین کشور ایالات متحده آمریکا است که جمعیت آن در سرشماری سال ۲۰۱۰ میلادی، ۲٬۵۶۸ نفر بوده‌است.